# ロラマイシン
ロラマイシン（英：Lolamicin）は実験中の抗生物質である。ロラマイシンは典型的な腸内細菌に大きな影響を与えることなく、グラム陰性菌を標的とする。ロラマイシンはイリノイ大学アーバナ・シャンペーン校のPaul Hergenrotherのチームによって発見され、2024年に初めて報告された。
マウスの細菌感染モデルにおいて、ロラマイシンは大腸菌、肺炎桿菌、Enterobacter cloacaeに対して特に有効であることがわかった。
ロラマイシンはグラム陰性菌のリポタンパク質輸送系を阻害することによって作用する。